# Hrvatski povijesni prostor u željeznom dobu
Željezno doba je završno prapovijesno razdoblje koje se nastavlja na brončano doba. U Europi uglavnom traje tijekom I. tisućljeća pr. Kr. U njemu su se za izradbu oružja, oruđa i drugih predmeta koristili željezom. Ta je kovina na Bliskom istoku i u Egiptu bila u uporabi već u III. tisućljeću pr. Kr., a u Europu prodire u XI. st. pr. Kr., i to s egejskoga područja i Podunavljem. Tehnologija proizvodnje željeza u srednjoj Europi razvila se IX–VIII. st. pr. Kr., no početak željeznodobnoga razdoblja u pojedinim je područjima različit i ovisi o mjesnim uvjetima i o vanjskim utjecajima. U to doba povećava se broj stanovnika, oblikuju se trgovački putovi i veze, nastaju etničke i etničko-plemenske zajednice, društveno raslojavanje kojim se izdvojio bogati sloj, nastanjen u kneževskim utvrđenim središtima, prepoznatljiv po grobnicama s prestižnim prilozima grčkoga, etrurskoga i italskoga podrijetla. Razdoblje starijega željeznoga doba na području srednje i zapadne Europe, nazvano halštatskom kulturom (prema Hallstattu u Gornjoj Austriji), traje do oko 450. pr. Kr., a mlađe željezno doba ili latenska kultura (prema La Tèneu u Švicarskoj) razvija se u drugoj polovici I. tisućljeća pr. Kr.

## Željezno doba u Hrvatskoj
██ Jezgra halštatske kulture (800. pr. Kr.)
██ Rasprostranjenost halštatske kulture (do 450. pr. Kr.)
██ Jezgra latenske kulture (450. pr. Kr.)
██ Rasprostranjenost latenske kulture (do poč. I. st. po Kr.)
Željezno doba, posljednje tehnološko i kulturno razdoblje prapovijesti, obilježeno je razvojem metalurgije željeza i njegovom širokom uporabom u proizvodnji oruđa, oružja pa i nakita. U povijesti civilizacije željezo se javilo relativno kasno jer je za njegovo dobivanje potrebna visoka temperatura, za razliku od bakra. Iako su se željezni predmeti sporadično pojavili kao dragocjenost već u III. tisućljeću pr. Kr. u Anatoliji (Alaca Hüyuk, Tel Asmar), na Indijskom potkontinentu, Levantu i u Egiptu, oni su bili izrađeni uglavnom od meteoritskoga željeza, a stvarni početak željeznoga doba povezuje se s iskorištavanjem i uporabom željezne rude (hematit, limonit, magnetit, pirit, siderit) i razlikuje se u pojedinim dijelovima svijeta, ovisno o lokalnim uvjetima i vanjskim utjecajima. Najranija sustavna proizvodnja i uporaba željeznih predmeta počela je u Anatoliji i kavkaskom području oko 1200. pr. Kr., ali se vjerojatno istodobno i neovisno razvijala i u zapadnoj Africi. Početkom prvoga tisućljeća željezno doba širilo se iz egejskoga područja diljem jugoistočne Europe i dalje Podunavljem, a njegovi početci u srednjoj i zapadnoj Europi vezani su uz IX. i VIII. st. pr. Kr.
U sredozemnim područjima željezno doba završilo je s povijesnim razvojem helenizma i rimskim osvajanjima, u Indiji s pojavom budizma i jinizma, dok je u sjevernoj Europi trajalo do ranoga srednjeg vijeka. Iako je stočarstvo i dalje bilo vodeća privredna grana, veća i raznovrsnija eksploatacija rudnih bogatstava poticala je razvoj prerađivačkih središta, obrta i trgovine, što je dovelo i do pojačanih populacijskih kretanja na širem prostoru, a sve veće količine efikasnog oružja i do sve učestalijih nemira i sukoba. Starije željezno doba u Europi bilo je odraz i otvaranja panonsko-karpatskoga prostora prema istoku, odakle su prodirali konjanički narodi donoseći nove tehnologije i nov način ratovanja (ratnik-konjanik) te poticali preobrazbu kasnih brončanodobnih kultura u nove zajednice s drukčijim gospodarskim, društvenim i duhovnim shvaćanjima.To je bilo razdoblje stabilizacije i oblikovanja različitih etničkih skupina i jasnijeg uobličavanja plemenskih zajednica, ali i značajnoga društvenog raslojavanja kojim se izdvojio bogati sloj nastanjen u utvrđenim kneževskim središtima (Heuneburg), prepoznatljiv i po grobnicama s prestižnim prilozima grčkog ili etrurskoga podrijetla (Vix, Hochdorf). U arheološkoj znanosti od kraja XIX. st. željezno doba dijeli se na starije i mlađe. Starije ili halštatsko (prema nalazištu Hallstatt kraj Salzburga u Austriji) u srednjoj i zapadnoj Europi trajalo je približno od 800. do 450. pr. Kr., a mlađe ili latensko (prema nalazištu La Tène na Neuchâtelskom jezeru u Švicarskoj) od 450. pr. Kr. pa do poč. I. st.
U hrvatskim je krajevima željezno doba počelo u različito vrijeme – u Istri u XI. st. pr. Kr., u Lici tijekom X. st. pr. Kr., a u sjevernoj Hrvatskoj, slično kao u zapadnoj i srednjoj Europi, oko 800. pr. Kr. Dio današnjega hrvatskog područja našao se u susjedstvu visokih sredozemnih civilizacija (grčka, etrurska, italska), koje su ostavile i prve pisane podatke o životu u našim krajevima. Stoga se nositelje halštatskih kultura može i etnički odrediti kao Histre, Japode, Liburne, Delmate ili Panonce. Zahvaljujući živim vezama sa sredozemnim kulturama kasnohalštatska civilizacija zapadne i srednje Europe tijekom V. st. pr. Kr. preobrazila se u latensku kulturu mlađega željeznog doba, a njezini glavni promicatelji bili su Kelti. Potkraj IV. st. pr. Kr. neka su keltska plemena (Taurisci, Skordisci) naseljavala i pojedine dijelove srednje Hrvatske i Slavonije. Tijekom III. do I. st. pr. Kr. latenska keltska kultura djelovala je i na autohtone kulture Japoda, Liburna i Delmata iako su posljednje dvije već od IV. st. pr. Kr. bile podložne izrazitoj helenizaciji.

### Starije željezno doba

#### Histri
Istru u željezno doba naseljava indoeuropski narod Histri, koji se spominju u grčkim pisanim izvorima od VI. st. pr. Kr. (Hekatej, Pseudo-Skilak, Pseudo-Skimno i dr.) te poslije u rimskim izvorima (Pompej Trog, Strabon, Pomponije Mela, Plinije Stariji i dr.). Stručnjaci ih poistovjećuju s doseljenicima koji u XI. st. pr. Kr. donose običaj spaljivanja pokojnika, što tada u Istri postaje isključivim načinom pokopa. Prema materijalnoj kulturi, poznatoj uglavnom iz nekropola (Nezakcij, Limska gradina, Picugi, Beram, Pula, Rovinj, Kaštelir kraj Nove Vasi, Sv. Dionizij, Sv. Martin kraj Tara i nad Limom, Kaštel kraj Buja), to su bili nositelji kulture žarnih grobnih polja koji su velikim seobama s panonskoga i jugoistočnoalpskoga prostora prodrli na sjeverni Jadran i u Istru. Kako nemaju značajka drugih željeznodobnih ilirskih naroda, neki ih stručnjaci ne svrstavaju među Ilire. U prvoj fazi razvoja njihove materijalne i duhovne kulture, u XI. i X.st. pr. Kr., pokazuju se značajke kulture žarnih grobnih polja (grobne žare oblika šalica s visokom ručkom, urešene plastičnim bradavicama, koncentričnim krugovima, valovnicom, kanelirama i sl., među nakitom prevladavaju zatvorene i spiralne narukvice, višestruke ogrlice torques, brončana puceta i koštane perle).
U IX. i VIII. st. pr. Kr. (II. faza–repertoar ukrasa i uvoz luksuznih predmeta) žare imaju oblik trbušasta vrča, urešene su geometrijskim motivima (spirala, meandar, rombovi, trokuti i sl.) izrađenim urezivanjem, bijelom inkrustacijom, slikanjem i plastičnim aplikacijama. Isti motivi gravirani su na brončanim noževima, iglama i širokim manšetama. Od toga su doba poznati doticaji s Daunijom (slikane vaze), Etrurcima (kotlić za miješanje vode i vina ϰρατήρ, slikan crvenom bojom, iz Nezakcija) i s Picenom (zemljani vrč ϰύϑων, privjesak oblika češlja i dr.). Od VIII. st. pr. Kr. uspostavljeni su dodiri s Venetima, sa svetolucijskom skupinom u dolini Soče i s područjem današnje Dolenjske (keramičke situlaste posude, brončane posude, nakit). U sljedećim fazama željeznoga doba (VII–V.st. pr. Kr.) izraz lokalne kulture postao je skromnijim i gubi se u velikoj količini uvezenih predmeta koji pristižu iz gotovo svih susjednih i udaljenijih područja (Veneto, Daunija, Grčka). Istra je tada djelovala kao područje dodira i razmjene između protohistorijskoga svijeta gornjega Jadrana i mediteranskih civilizacija, a rezultat toga bila je npr. rana pojava kamenih skulptura u Nezakciju.
Od VII. do V. st. pr. Kr. (III–V. faza) u istarskim nekropolama i pojedinim grobnicama nalazi se sve više uvezenih predmeta, kojima se ističe društveni položaj pokojnika (posude za piće: kotlić ϰρατήρ, oveća čaša οίνοχοή i sl. prema grčkim i etrurskim običajima te brončane situle – samo u Nezakciju figuralno urešene – zatim kotlići, ciste, slično jugoistočnoalpskomu i venetskomu prostoru). Malo ima oružja, i to su uglavnom željezni bodež μάχαιρα i dugo koplje. Najviše je prestižne robe nađeno u Nezakciju, gdje vrhunac duhovnoga izraza Histra predstavlja skupina kamenih spomenika (reljefno urešene ploče s uklesanim spiralama, svastikama i jednostavnijim motivima, koje čine cjelinu s drugom skupinom spomenika: torzo mladića, žena koja rađa i doji dijete, konjanik, žrtvenici i dr.). Drži se da su ti spomenici nastali od VIII. do VI. st. pr. Kr. pod utjecajima iz srednje Italije i njezine jadranske obale. Vjerojatno su to bili dijelovi nadgrobnih spomenika ili elementi prostora posvećena kultu mrtvih u području nekropole, gdje ih je većina i pronađena. Jake veze prostora sjevernoga Jadrana potvrđuju se tijekom cijeloga razdoblja estenske kulturne skupine, koja je sudjelovala i u oblikovanju identiteta histarske kulturne skupine. Iako su istraživači tumačili histarsku skupinu kao dio estenske kulture, dodiri s njom bili su razmjerno kasni i nikada nisu prevladavali. Utjecaji su vidljivi u situlskome repertoaru. Također su Veneti, Histri i Liburni u doba početaka romanizacije pripadali donekle homogenom sjevernojadranskom imenskom području.  Vidi i: (VI. faza).

#### Japodi
. U selu Prozoru kraj Otočca otkriveni su ostatci naselja i nekropola ilirskih Japoda iz 1. tisućljeća pr. Kr. Život se ondje odvijao i u rimskom razdoblju. Visoku razinu umjetničkog obrta predstavljaju brončani ukrasni predmeti specifičnih oblika, poput ukrasa za glavu (oglavlja), privjesaka, okova za pojas, kopči, fibula i dr., dok posebno obilježje nakitu daju jantar i staklena pasta.]]
Japodi (lat. Iapodes, grč. ̓Iάποδες) su predrimsko stanovništvo kontinentalne unutrašnjosti Hrvatskoga primorja, Gorskoga kotara, Like, dijelova Korduna, Cazinske i Bihaćke krajine, na sjeveru do srednjih tokova Korane, Gline i Mrežnice, na istoku Pounja, na zapadu Bele krajine, na jugu Velebita i Zrmanje. Formiraju se kao narodnosna skupina početkom željeznoga doba (IX. st. pr. Kr.). Antički zemljopisac Strabon izvješćuje o jakoj keltskoj komponenti u japodskom etniku, ali u arheološkim se istraživanjima ne potvrđuje njegov navod. Glavne su im gospodarske djelatnosti bile stočarstvo, obrada kovina i trgovina (jantar). Japodi su bili organizirani u teritorijalnim zajednicama koje su se grupirale oko utvrđenih naselja: Monetini (Monetium – Brinje), Avendeati (Avendo – Crkvina kraj Brloga), Arupini (Arupium – Prozor kraj Otočca) i dr. Na području Like svoju željeznodobnu kulturu razvijali su Japodi, a u njoj se prepoznaje utjecaj zapadnobalkanskih kultura, ali i jasna orijentacija prema jadranskomu svijetu. Unatoč tragovima mnogobrojnih gradinskih naselja, i japodska se materijalna kultura najbolje poznaje iz prostranih grobalja u kojima su pokopani pokojnici opremljeni bogatim nakitom (brončani, jantarni, stakleni). Nalazi s mnogobrojnih nalazišta (Prozor, Kompolje, Smiljan, Široka Kula, Vrebac, Ribić, Golubić, Jezerine i dr.) ilustriraju specifičnost japodske kulture: japodske urne s prizorima iz zagrobnog i svakodnevnoga života, ravni grobovi s bogatim prilozima (nakitom, oružjem, japodskim kapama – prototipom »ličke kape«).

#### Liburni
Liburni (lat. Liburni, grč. Λιϐουρνοί) su narod koji se formirao na početku željeznoga doba (X–IX. st. pr. Kr.). Krenuvši iz matičnog područja, između Zrmanje i Krke te otočja od Raba do Murtera, šire svoj utjecaj na juž. Jadran i na zapadnu obalu srednjega Jadrana (talijanska picenska obala). Razdoblje njihove pomorske prevlasti na Jadranu potrajalo je od IX. do V. st. pr. Kr. S juga i sa zapadne obale Jadrana potiskuju ih Grci, te se u IV. st. pr. Kr. Liburni orijentiraju na nezaposjednuti sjever, na kvarnersko otočje i uski priobalni pojas do rijeke Raše, gdje graniče s Histrima. U kontinentalnom zaleđu prvi su im susjedi Japodi, a južno od Krke Delmati. Kao pomorski narod, uključuju se u robno-novčane trgovinske tokove, prihvativši italski kovani novac. Razvijaju se mnogobrojna utvrđena naselja na morskoj obali ili na dominantnim brežuljcima. Svako je utvrđeno naselje bilo upravno središte istoimene populacije s pripadajućim teritorijem. Prije nastupa rimske vlasti Liburni su već bili grupirani po teritorijalnom načelu, a ne više po rodovskome, no za razliku od Histra nisu nikad stvorili središnju državu. Prema jezičnim osobinama bili su bliski venetsko-histarskom krugu, osobito oni nastanjeni na području Kvarnera. Liburnsko je društvo bilo organizirano po matrilinearnom sustavu, čime se bitno razlikovalo od svih ostalih patrijarhalnih naroda u susjedstvu. U njihovim vjerskim predodžbama izrazito prevladavaju ženska božanstva, različita od općine do općine (Ika, Sentona, Latra).
Liburnska plemena u sjevernoj Dalmaciji razvijala su graditeljstvo i umjetnički obrt ovisan o grčkim i italskim radioničkim središtima. Vrsnoćom umjetničkoga stvaralaštva i tehnološkim postupcima Liburni su bili na razini ostalih nositelja kulture starijega željeznoga doba. Osim lijevanja i kovanja (nakit, oruđe, oružje), poznavali su graviranje i tehniku iskucavanja. Lončarsko im je kolo bilo nepoznato. Dekorativni i figuralni elementi nose dijelom pečat osebujnosti, a dijelom se vežu s elementima kultura susjednih zemalja. Geometrijski motivi na poznatim pektoralima iz Zatona kraj Nina (meandri, vučji zubi, rombovi, cik-cak crte i sl.) imaju izvor u ranijoj autohtonoj geometrijskoj umjetnosti i geometrijskome stilu u Grčkoj, dok spiralne antene na brončanome maču iz Nina povezuju Liburniju sa širokim krugom Podunavlja i suprotne italske obale. Rijetki figuralni motivi imaju pretežito dekorativan značaj (stilizirani ljudski i životinjski likovi iz Nina, Kolana na Pagu, Zatona kraj Nina). Među nakitom se ističu masivne ogrlice izrađene od keramičkih članaka sa srcolikim privjescima, koje nastavljaju tradiciju jantarnih ogrlica istoga tipa. Na prostoru liburnske skupine važna su liburnska središta u Ninu, Vrsima, Zadru te nalazišta u Bribiru, Jablancu, Kastvu, Lisičiću, Murteru, Nadinu, Novalji, Osoru, Radovinu; poznato je i 18 liburnskih ostava.

#### Delmati
Delmati ili Dalmati su narod koji je u željezno doba nastanjivao područje srednje Dalmacije. Njihovo glavno središte Delminij (Delminium) nalazilo se na Duvanjskome polju. Bili su stočari i ratari (svake osme godine ponovno su dijelili zemlju), konzervativni u običajima i vjerovanjima. Delmatska plemena razvijala su graditeljstvo i umjetnički obrt ovisan o grčkim i italskim radioničkim središtima. Nalazi iz srednje Dalmacije, iz Korčule, Solina, Brača (Vičja Luka), Zadra, potvrđuju trgovačke odnose s grčkim i italskim središtima.

#### Panonci
Panonci (Panoni, lat. Pannonii) su stanovnici područja koje je poslije postalo rimska provincija Panonija, nastanjeni s obiju strana rijeke Save. Nije pouzdano utvrđeno je li riječ o jedinstvenom narodu, po nekima ilirskom, ili je to skupno ime za više različitih plemena (Amantini, Breuci, Oserijati, Kolapijani, Jasi) naseljenih u Panoniji. Neki arheolozi drže da su Panonci jedinstven narod i da su potomci nositelja kasnobrončanodobne kulture polja sa žarama. Sjeverozapadna Hrvatska i srednja Slavonija pripadaju istočnomu halštatskom krugu (Martijanec, Jalžabet, Turčišće–Dvorišće u Međimurju te Kaptol u Slavoniji). Materijalna kultura željeznoga doba u sjevernoj Hrvatskoj uglavnom je poznata iz grobova – osobitost je pokapanje istaknutih članova zajednice pod velikim grobnim humcima, tj. tumulima – dok se ona jadranske obale, zaleđa i Like nalazi i u utvrđenim naseljima na uzvisinama, tzv. gradinama. U istočnoj Slavoniji i Baranji prepleću se utjecaji iz jugoistočnoga alpskog i srednjega balkanskog prostora (daljska kultura), a kulturne skupine srednje Slavonije, Podravine i Međimurja (skupina Martijanec-Kaptol) čvrsto su povezane s halštatskim kulturama Austrije, zapadne Mađarske i jugozapadne Slovačke, ali nisu zanemarivi ni utjecaji središnjega balkanskog prostora, a preko njega i grčke kulture (kacige i knemide iz groba u Kaptolu).
Daljska kultura je prapovijesna kultura raširena u Baranji, istočnoj Slavoniji, zapadnom Srijemu i južnoj Bačkoj. Glavna su nalazišta: Dalj, Batina, Erdut, Vukovar, Šarengrad. Izdvojene su dvije faze: starija (X. do VIII. st. pr. Kr.), koja pripada kasnobrončanodobnoj kulturi polja sa žarama, te mlađa (VIII. do III. st. pr. Kr.) koju obilježava transformacija u željeznodobnu kulturu. Tradicija kulture polja sa žarama očuvala se u paljevinskom načinu pokapanja, u oblicima trbušastih keramičkih žara cilindrična vrata i razgrnuta oboda, ukrašenih kaneliranjem, te u zdjelama uvučena kaneliranog oboda. Željeznodobnu kulturu karakteriziraju keramičke posude askosi s ručkom u obliku rogate životinjske glave, posude s dvjema visokim ručkama (tzv. kantaros) te brončani, srebrni i zlatni nakit sa stilskim obilježjima balkanske ilirske i grčke kulture. Skupina Martijanec-Kaptol, koja je graničila sa skupinom Dalj, obuhvaćala je prostor sjeverozapadne Hrvatske te je kao nasljednica kasnobrončane kulture polja sa žarama nastavila tradiciju spaljivanja pokojnika, što se odrazilo i na izradi žara ili urni u kojima su ostaci pokapani (iznimni primjerici ukrašeni životinjskim ručkama i urezanom dekoracijom). Žumberačka kulturna skupina nazvana Budinjak, po jednom od lokaliteta, poznata je po dobro istraženim bogato opremljenim grobovima ratnika, a o tome svjedoče izloženi ostaci kaciga, mačeva i ostale ratničke opreme.

### Mlađe željezno doba

#### Kelti
Potkraj IV. st. pr. Kr. neka su keltska plemena (Taurisci, Skordisci) naseljavala i pojedine dijelove srednje Hrvatske i Slavonije, gdje su na strateški važnim položajima gradila naselja utvrđena zemljanim nasipima i širokim vodenim opkopima. Prvi su u spomenute krajeve uveli proizvodnju keramike na brzorotirajućem lončarskom kolu. Lončarija sive boje, uglavnom bez ukrasa, izvrsne je kvalitete, ali zbog serijske proizvodnje jednolična. U nošnju su Kelti uveli nove tipove fibula žičane konstrukcije, katkad izrađene i od željeza. Značajno je obilježje latenske kulture i kovanje te uporaba novca. U mlađe željezno doba Kelti su na području današnjega Siska razvili proizvodnju željeza na osnovi nalazišta željezne rude u obližnjoj Trgovskoj gori. Tijekom III. do I. st. pr. Kr. latenska keltska kultura djelovala je i na autohtone kulture Japoda, Liburna i Delmata iako su posljednje dvije već od IV. st. pr. Kr. bile podložne izrazitoj helenizaciji. Mlađeželjeznodobnoj kulturi sjeverne Hrvatske daju obilježja keltska nalazišta Batina, Privlaka, Orolik, Osijek, Paljevine kraj Donje Bebrine na Savi, zatim Delovi kraj Koprivnice, Đurđevac, Križovljan kraj Varaždina i Zvonimirovo kraj Virovitice, odakle ide prema Savi (Paljevine) crta razgraničenja između Tauriska i Skordiska.

#### Utjecaj Kelta
U razdoblju od IV. st. do kraja I. st. pr. Kr. (VI. faza histarske materijalne i duhovne kulture), osim mlađih halštatskih predmeta (situle, svetolucijska keramika, nakit), nađeni su mnogobrojni predmeti iz helenističkih keramičarskih i toreutskih radionica grčkih kolonija na Jadranu i Velike Grčke. Iz posljednjih su stoljeća nalazi srednjolatenskih i kasnolatenskih oblika fibula, staklenoga nakita i sl. (odraz blizine Kelta). Pod keltskim su se utjecajem pojavili dugo željezno koplje i bojna sjekira, te pojedini predmeti nakita. Romanizacija Histra započinje nakon pada Nezakcija 177. pr. Kr., ali ona u materijalnoj kulturi nije osobito izrazita do potkraj stare ere.
U mlađe željezno doba pod latenskim su se utjecajem pojavile brončane i srebrne aplikacije na broševima (iz Nina, Baške na Krku). Već u VI. st. pr. Kr. Liburni uvoze strane umjetničke predmete (askos iz Nina, jedinstven primjerak u nas), a potom i grčke vaze apulskoga tipa s crvenim figurama, a u helenističkome razdoblju i vaze tipa Gnathia. Fortifikacije megalitičkoga tipa (opus quadratum) javljaju se sa znatnim zakašnjenjem, potkraj II. ili u prvim desetljećima I. st. pr. Kr., pod izravnim helenističkim utjecajem, i to u onim središtima koja su za Julija Cezara postala municipiji (Varvaria – Bribir, Asseria – Podgrađe).

#### Grci
Grčka kolonizacija na Jadranu je naziv za naseljavanje antičkih Grka na jadranskim otocima i istočnoj obali. Grčki su pomorci i trgovci zalazili duboko u Jadransko more najkasnije od VII. st. pr. Kr., o čemu govore mnogobrojni nalazi posuđa i drugih predmeta otkrivenih na mnogim lokalitetima diljem Jadrana, no tek od VI. st. pr. Kr. imali su svoja trgovačka uporišta u sjevernoj Italiji (Adria, Spina), na ušću rijeke Pad. Pretpostavlja se da su trgovački emporij imali i na rijeci Neretvi. Neki antički pisci spominju i koloniju Kniđana na otoku Korčuli iz VI. st. pr. Kr., no za to nema arheološke potvrde. Najstariju i najveću grčku koloniju Issu osnovao je između 397. i 390. pr. Kr. na otoku Visu sirakuški tiranin Dionizije Stariji radi širenja svojega političkog utjecaja na Jadran. Na njegov poticaj Grci s egejskog otoka Para (Paros) osnovali su 385. do 384. pr. Kr. koloniju Pharos na mjestu današnjega Staroga Grada na otoku Hvaru. Grčki došljaci naišli su na otpor domaćeg ilirskog stanovništva, koje je pozvalo u pomoć svoje sunarodnjake s kopna. Prema antičkim piscima, malim brodicama pohrlilo je u borbu protiv kolonista 10 000 Ilira. Farani su na to pozvali u pomoć Isejce, kojih su goleme trijere lako pobijedile ilirsku flotilu. Navodno su Iliri u toj bitci imali 5000 mrtvih i 2000 zarobljenih boraca. Bila je to prva zabilježena bitka između Ilira i grčkih kolonista na Jadranu. Nakon smrti Dionizija Starijeg Issa se politički osamostalila i brzo postala jaka gospodarska i vojna sila. Osnovala je nekoliko svojih kolonija na srednjem Jadranu – u IV. st. pr. Kr. na otoku Korčuli u današnjoj Lumbardi, u III. st. dvije kolonije na kopnu, Tragurij (Tragoúrion, Trogir) i Epetij (Epétion, Stobreč), a u II. st. pr. Kr. utemeljila je uz već postojeće ilirsko naselje trgovački emporij Salonu (Salonai, Solin). Pretpostavlja se da su u srednjem Jadranu postojala i druga grčka naselja (Herakleja i dr.). Osim bogatog arheološkog materijala (vaze, novac, grobovi, gradske zidine itd.) grčki su kolonisti ostavili, na grčkom jeziku i pismu, i pisane natpise na kamenim pločama – najstarije pisane spomenike na tlu današnje Hrvatske.

#### Helenizacija
Autohtone kulture Liburna i Delmata su od IV. st. pr. Kr. bile podložne izrazitoj helenizaciji. Nalazi helenističke kulture posebice su utvrđeni u grčkim kolonijama kao što su Issa (Vis), Pharos (Stari Grad na Hvaru), Tragurion (Trogir), Epetion (Stobreč), ali i drugdje na jadranskoj obali i priobalju, u mjestima kao što su Gradina u Dragišiću, Podgrađe (Asseria), Velika Mrdakovica.